# Radek Houser
Radek Houser (ur. 2 lipca 1996 w Třebíči) – czeski snowbordzista specjalizujący się w snowcrossie.

## Udział w zawodach międzynarodowych
| Impreza            | Rok  | Gospodarz | Konkurencja     | Miejsce |                      |      |       |                 |     |
| ------------------ | ---- | --------- | --------------- | ------- | -------------------- | ---- | ----- | --------------- | --- |
| Impreza            | Rok  | Gospodarz | Konkurencja     | Miejsce | Igrzyska olimpijskie | 2022 | Pekin | snowboard cross | DNS |
| Mistrzostwa świata | 2021 | Idre      | snowboard cross | 28.     |                      |      |       |                 |     |